# عدلان بن سعيد
بن سعيد عدلان ، من مواليد 3 نوفمبر 1981 ، لاعب كرة قدم جزائري.
هو يلعب مع نادي شبيبة القبائل منذ العام 2007.
ابن عمه أحمد رامي بن سعيد

## روابط خارجية
- عدلان بن سعيد على موقع قاعدة بيانات كرة القدم.إي يو (الإنجليزية)
- عدلان بن سعيد على موقع ناشيونال فوتبول تيمز (الإنجليزية)